# Regió de Bratislava
La Regió de Bratislava (en eslovac: Bratislavský kraj, en alemany: Pressburger/Bratislavaer Landschaftsverband (fins 1919), en hongarès: Pozsonyi kerület) és una regió (kraj) de la República d'Eslovàquia. La capital és Bratislava. La regió es va establir per primera vegada en 1923 i les seves fronteres actuals existeixen des de 1996. És la més petita de les vuit regions d'Eslovàquia, així com la més urbanitzada, la més desenvolupada i la més productiva per PIB per capita.

## Geografia
La regió està situada en el sud-oest d'Eslovàquia i té una superfície de 2.053 km² i una població de 650.838 habitants (2017). La regió està dividida pels Petits Carpats, que comencen a Bratislava i continuen cap al nord-est; aquestes muntanyes separen dues terres baixes, la de Záhorie en l'oest i la depressió danubiana en l'est, on es conrea principalment blat i blat de moro. Els principals rius de la regió són el Morava, el Danubi i el Petit Danubi; aquest últim, juntament amb el Danubi, envolta el Žitný ostrov en el sud-est. A la regió hi ha tres zones paisatgístiques protegides: els Petits Carpats, Záhorie i Dunajské luhy. La regió limita al nord i a l'est amb la regió de Trnava, al sud amb la província hongaresa de Győr-Moson-Sopron, al sud-oest amb l'estat austríac de Burgenland i a l'oest amb la Baixa Àustria.

## Demografia
| Godina             | 1994    | 2004    | 2014    | 2024    |
| ------------------ | ------- | ------- | ------- | ------- |
| Nombre de persones | 616.871 | 601.132 | 625.167 | 736.385 |
| Diferència         |         | −2,55%  | +3,99%  | +17,79% |

| Godina             | 2023    | 2024    |
| ------------------ | ------- | ------- |
| Nombre de persones | 732.757 | 736.385 |
| Diferència         |         | +0,49%  |

Encara que és la regió més petita d'Eslovàquia per superfície, no és la que té menys població. La ciutat més gran és Bratislava (425.459) i la segona és Pezinok (21.334). La regió té un alt nivell d'urbanització (83,2%). Segons el cens de 2001, hi havia 599.015 habitants a la regió, la majoria dels quals eren eslovacs (91,2%), amb minories d'hongaresos (4,6%) i txecs (1,6%).

## Divisió administrativa

### Districtes
Es divideix en els districtes següents:
- Bratislava I
- Bratislava II
- Bratislava III
- Bratislava IV
- Bratislava V
- Malacky
- Pezinok
- Senec

### Municipis
Hi ha 73 municipis a la regió, dels quals 7 són ciutats.